# 巴尔托什·索科
巴尔托什·索科（波蘭語：Bartosz Soćko，1978年11月10日—），波兰国际象棋棋手、特级大师。
索科是2008年波兰国际象棋全国冠军。他曾代表波兰国家队六次出战国际象棋奥林匹克（2000年、2002年、2004年、2006年、2008年、2010年），六次出战欧洲国际象棋团体锦标赛（1999年、2001年、2003年、2005年、2007年、2009年）。
索科的妻子是波兰女棋手、特级大师莫妮卡·索科。